# Sibuluh
Sibuluh is een bestuurslaag in het regentschap Simeulue van de provincie Atjeh, Indonesië. Sibuluh telt 408 inwoners (volkstelling 2010).